# Žuja
Zhujë en albanais et Žuja en serbe latin (en serbe cyrillique : Жуја) est une localité du Kosovo située dans la commune/municipalité de Kamenicë/Kosovska Kamenica, district de Gjilan/Gnjilane (Kosovo) ou district de Kosovo-Pomoravlje (Serbie). Selon le recensement kosovar de 2011, elle compte 42 habitants, tous albanais.

## Histoire
La mosquée du village, construite en 1816, est proposée pour une inscription sur la liste des monuments culturels du Kosovo. La maison de Demush Feriz, qui remonte au XIXe siècle, est elle aussi proposée pour une inscription kosovare.

## Démographie

### Évolution historique de la population dans la localité
| 1948 | 1953 | 1961 | 1971 | 1981 | 1991 | 2011 |
| ---- | ---- | ---- | ---- | ---- | ---- | ---- |
| 153  | 180  | 194  | 213  | 169  | 112  | 42   |

|  |